# Campionat del Món d'atletisme en pista coberta de 2012
El Campionat del Món d'atletisme en pista coberta de 2012, 14a edició del Campionat del Món d'atletisme en pista coberta, es disputà entre el 9 i l'11 de març de 2012 a l'Ataköy Athletics Arena d'Istanbul, Turquia.
Els Estats Units, amb 18 medalles, 10 d'elles d'or, foren els absoluts dominadors de la competició.

## Calendari
| H | Series | Q | Quarts de final | ½ | Semifinals | F | Final |

| Data →            | 9 | 9 | 10 | 10 | 10 | 11 | 11 | 11 |
| Prova ↓           | M | A | M  | A  | A  | M  | A  | A  |
| ----------------- | - | - | -- | -- | -- | -- | -- | -- |
| 60 m              |   | H |    | ½  | F  |    |    |    |
| 400 m             | H | ½ |    | F  | F  |    |    |    |
| 800 m             | H |   |    |    |    |    | F  | F  |
| 1.500 m           | H |   |    | F  | F  |    |    |    |
| 3.000 m           |   | H |    |    |    |    | F  | F  |
| 60 m tanques      |   |   | H  |    |    |    | ½  | F  |
| 4×400 m relleus   |   |   | H  |    |    |    | F  | F  |
| Salt de llargada  |   | Q |    | F  | F  |    |    |    |
| Triple salt       |   |   | Q  |    |    |    | F  | F  |
| Salt d'alçada     |   |   | Q  |    |    |    | F  | F  |
| Salt amb perxa    |   |   |    | F  | F  |    |    |    |
| Llançament de pes | Q | F |    |    |    |    |    |    |
| Heptatló          | F | F | F  | F  | F  |    |    |    |

| Data →            | 9 | 9 | 10 | 10 | 10 | 11 | 11 | 11 |
| Prova ↓           | M | A | M  | A  | A  | M  | A  | A  |
| ----------------- | - | - | -- | -- | -- | -- | -- | -- |
| 60 m              |   |   | H  |    |    |    | ½  | F  |
| 400 m             | H | ½ |    | F  | F  |    |    |    |
| 800 m             | H |   |    |    |    |    | F  | F  |
| 1.500 m           |   | H |    | F  | F  |    |    |    |
| 3.000 m           | H |   |    |    |    |    | F  | F  |
| 60 m tanques      |   | H |    | ½  | F  |    |    |    |
| 4×400 m relleu    |   |   |    |    |    |    | F  | F  |
| Salt de llargada  |   |   | Q  |    |    |    | F  | F  |
| Triple salt       | Q |   |    | F  | F  |    |    |    |
| Salt d'alçada     | Q |   |    | F  | F  |    |    |    |
| Salt amb perxa    |   |   |    |    |    |    | F  | F  |
| Llançament de pes |   |   | Q  | F  | F  |    |    |    |
| Pentatló          | F | F |    |    |    |    |    |    |

## Resultats

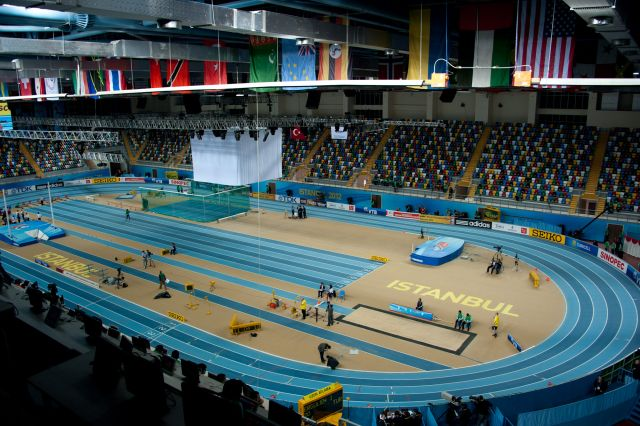
L'Ataköy Athletics Arena.

### Homes
2008 | 2010 | 2012 | 2014 | 2016
| Prova | Or                                                                                 | Or           | Plata                                                                             | Plata      | Bronze                                                                               | Bronze     |
| 60 metres detalls | Justin Gatlin · Estats Units                                                       | 6.46 SB      | Nesta Carter · Jamaica                                                            | 6.54       | Dwain Chambers · Regne Unit                                                          | 6.60       |
| 400 metres detalls | Nery Brenes · Costa Rica                                                           | 45.11 CR, NR | Demetrius Pinder · Bahames                                                        | 45.34 SB   | Chris Brown · Bahames                                                                | 45.90 SB   |
| 800 metres detalls | Mohammed Aman · Etiòpia                                                            | 1:48.36      | Jakub Holuša · Txèquia                                                            | 1:48.62    | Andrew Osagie · Regne Unit                                                           | 1:48.92    |
| 1.500 metres detalls | Abdalaati Iguider · Marroc                                                         | 3:45.21      | İlham Tanui Özbilen · Turquia                                                     | 3:45.35    | Mekonnen Gebremedhin · Etiòpia                                                       | 3:45.90    |
| 3.000 metres detalls | Bernard Lagat · Estats Units                                                       | 7:41.44 SB   | Augustine Kiprono Choge · Kenya                                                   | 7:41.77    | Edwin Soi · Kenya                                                                    | 7:41.78    |
| 60 metres tanques detalls | Aries Merritt · Estats Units                                                       | 7.44         | Liu Xiang · R.P. de la Xina                                                       | 7.49       | Pascal Martinot-Lagarde · França                                                     | 7.53 PB    |
| 4x400 metres relleus detalls | Estats Units · Frankie Wright · Calvin Smith Jr. · Manteo Mitchell · Gil Roberts · | 3:03.94 SB   | Gran Bretanya · Conrad Williams · Nigel Levine · Michael Bingham · Richard Buck · | 3:04.72 SB | Trinitat i Tobago · Lalonde Gordon · Renny Quow · Jereem Richards · Jarrin Solomon · | 3:06.85 NR |
| Salt d'alçada detalls | Dimítrios Hondrokoúkis · Grècia                                                    | 2.33 PB      | Andrey Silnov · Rússia                                                            | 2.33       | Ivan Ukhov · Rússia                                                                  | 2.31       |
| Salt amb perxa detalls | Renaud Lavillenie · França                                                         | 5.95 WL      | Björn Otto · Alemanya                                                             | 5.80       | Brad Walker · Estats Units                                                           | 5.80       |
| Salt de llargada detalls | Mauro Vinícius da Silva · Brasil                                                   | 8.23         | Henry Frayne · Austràlia                                                          | 8.23 AR    | Aleksandr Menkov · Rússia                                                            | 8.22       |
| Triple salt detalls | Will Claye · Estats Units                                                          | 17.70 WL     | Christian Taylor · Estats Units                                                   | 17.63 SB   | Lyukman Adams · Rússia                                                               | 17.36 PB   |
| Llançament de pes detalls | Ryan Whiting · Estats Units                                                        | 22.00 WL     | David Storl · Alemanya                                                            | 21.88 PB   | Tomasz Majewski · Polònia                                                            | 21.72 NR   |
| Heptatló detalls | Ashton Eaton · Estats Units                                                        | 6.645 WR     | Oleksiy Kasyanov · Ucraïna                                                        | 6.071      | Artem Lukyanenko · Rússia                                                            | 5.969      |
| AR Rècord del continent \| CR Rècord del campionat \| NR Rècord nacional \| OR Rècord olímpic \| PB/PR Millor marca personal/Rècord personal SB Millor marca personal de la temporada \| WL Millor marca mundial de l'any \| WR Rècord del món |                                                                                    |              |                                                                                   |            |                                                                                      |            |

### Dones
2008 | 2010 | 2012 | 2014 | 2016
| Prova | Or                                                                                       | Or         | Plata                                                                                 | Plata        | Bronze                                                                                       | Bronze       |              |
| 60 metres detalls | Veronica Campbell-Brown · Jamaica                                                        | 7.01 WL    | Murielle Ahouré · Costa d'Ivori                                                       | 7.04 NR      | Tianna Madison · Estats Units                                                                | 7.09         |              |
| 400 metres detalls | Sanya Richards-Ross · Estats Units                                                       | 50.79      | Aleksandra Fedoriva · Rússia                                                          | 51.76        | Natasha Hastings · Estats Units                                                              | 51.82        |              |
| 800 metres detalls | Pamela Jelimo · Kenya                                                                    | 1:58.83 WL | Nataliia Lupu · Ucraïna                                                               | 1:59.67 PB   | Erica Moore · Estats Units                                                                   | 1:59.97 PB   |              |
| 1.500 metres detalls | Genzebe Dibaba · Etiòpia                                                                 | 4:05.78    | Mariem Alaoui Selsouli · Marroc                                                       | 4:07.78      | Aslı Çakır Alptekin · Turquia                                                                | 4:08.74 NR   |              |
| 3.000 metres detalls | Hellen Onsando Obiri · Kenya                                                             | 8:37.16    | Meseret Defar · Etiòpia                                                               | 8:38.26      | Gelete Burka · Etiòpia                                                                       | 8:40.18      |              |
| 60 metres tanques detalls | Sally Pearson · Austràlia                                                                | 7.73 WL    | Tiffany Porter · Regne Unit                                                           | 7.94         | Alina Talai · Belarús                                                                        | 7.97 SB      |              |
| 4x400 metres relleus detalls | Gran Bretanya · Shana Cox · Nicola Sanders · Christine Ohuruogu · Perri Shakes-Drayton · | 3:28.76 WL | Estats Units · Leslie Cole · Natasha Hastings · Jernail Hayes · Sanya Richards-Ross · | 3:28.79 SB   | Rússia · Yuliya Gushchina · Kseniya Ustalova · Marina Karnaushchenko · Aleksandra Fedoriva · | 3:29.55 SB   |              |
| Salt d'alçada detalls | Chaunté Lowe · Estats Units ·                                                            | 1.98       | Antonietta Di Martino · Itàlia · Anna Chicherova · Rússia · Ebba Jungmark · Suècia    | 1.95 SB 1.95 |                                                                                              | No entregada | No entregada |
| Salt amb perxa detalls | Elena Isinbayeva · Rússia                                                                | 4.80       | Vanessa Boslak · França                                                               | 4.70 NR      | Holly Bleasdale · Regne Unit                                                                 | 4.70         |              |
| Salt de llargada detalls | Brittney Reese · Estats Units                                                            | 7.23 CR    | Janay DeLoach · Estats Units                                                          | 6.98 SB      | Shara Proctor · Regne Unit                                                                   | 6.89 NR      |              |
| Triple salt detalls | Yamilé Aldama · Regne Unit                                                               | 14.82 SB   | Olga Rypakova · Kazakhstan                                                            | 14.63        | Mabel Gay · Cuba                                                                             | 14.29        |              |
| Llançament de pes masculí detalls | Valerie Adams · Nova Zelanda                                                             | 20.54 AR   | Nadzeya Astapchuk · Belarús                                                           | 20.42        | Michelle Carter · Estats Units                                                               | 19.58 SB     |              |
| Pentatló detalls | Nataliya Dobrynska · Ucraïna                                                             | 5013 WR    | Jessica Ennis · Regne Unit                                                            | 4965 NR      | Austra Skujytė · Lituània                                                                    | 4802 NR      |              |
| AR Rècord del continent \| CR Rècord del campionat \| NR Rècord nacional \| OR Rècord olímpic \| PB/PR Millor marca personal/Rècord personal SB Millor marca personal de la temporada \| WL Millor marca mundial de l'any \| WR Rècord del món |                                                                                          |            |                                                                                       |              |                                                                                              |              |              |

## Medaller
| Pos.  | País              | Or | Plata | Bronze | Total |
| 1     | Estats Units      | 10 | 3     | 5      | 18    |
| 2     | Regne Unit        | 2  | 3     | 4      | 9     |
| 3     | Etiòpia           | 2  | 1     | 2      | 5     |
| 4     | Kenya             | 2  | 1     | 1      | 4     |
| 5     | Rússia            | 1  | 3     | 5      | 9     |
| 6     | Ucraïna           | 1  | 2     | 0      | 3     |
| 7     | França            | 1  | 1     | 1      | 3     |
| 8     | Austràlia         | 1  | 1     | 0      | 2     |
|       | Marroc            | 1  | 1     | 0      | 2     |
|       | Jamaica           | 1  | 1     | 0      | 2     |
| 11    | Brasil            | 1  | 0     | 0      | 1     |
|       | Costa Rica        | 1  | 0     | 0      | 1     |
|       | Grècia            | 1  | 0     | 0      | 1     |
|       | Nova Zelanda      | 1  | 0     | 0      | 1     |
| 15    | Alemanya          | 0  | 2     | 0      | 2     |
| 16    | Bahames           | 0  | 1     | 1      | 2     |
|       | Belarús           | 0  | 1     | 1      | 2     |
|       | Turquia           | 0  | 1     | 1      | 2     |
| 19    | Txèquia           | 0  | 1     | 0      | 1     |
|       | Itàlia            | 0  | 1     | 0      | 1     |
|       | Costa d'Ivori     | 0  | 1     | 0      | 1     |
|       | Kazakhstan        | 0  | 1     | 0      | 1     |
|       | Suècia            | 0  | 1     | 0      | 1     |
| 24    | Cuba              | 0  | 0     | 1      | 1     |
|       | Lituània          | 0  | 0     | 1      | 1     |
|       | Polònia           | 0  | 0     | 1      | 1     |
|       | Trinitat i Tobago | 0  | 0     | 1      | 1     |
| Total | Total             | 26 | 28    | 25     | 79    |

## Països participants
| - Afghanistan (2) - Anguilla (2) - Albània (2) - Algèria (2) - Andorra (2) - Argentina (1) - Armènia (2) - Aruba (1) - Australia (6) - Àustria (3) - Azerbaijan (2) - Bahamas (10) - Bahrain (4) - Bangladesh (2) - Bèlgica (3) - Benin (2) - Bermuda (1) - Bhutan (2) - Bosnia and Herzegovina (2) - Belarus (18) - Botswana (4) - Brasil (7) - British Virgin Islands (1) - Brunei (1) - Bulgària (8) - Burkina Faso (2) - Cambodia (1) - Camerun (2) - Canadà (5) - Illes Caiman (1) - Chad (1) - Xina (13) - Colòmbia (1) - Comoros (2) - Republic of the Congo (1) - Cook Islands (1) - Croàcia (1) - Costa Rica (1) - Cuba (10) - Cyprus (2) - República Txeca (12) - República Democràtica del Congo (2) - Dinamarca (2) | - Djibouti (1) - Dominica (1) - Dominican Republic (1) - Equador (1) - Egipte (1) - El Salvador (1) - Equatorial Guinea (1) - Estònia (2) - Ethiopia (10) - Federated States of Micronesia (1) - Fiji (2) - França (11) - Polinèsia Francesa (2) - Gambia (1) - Geòrgia (2) - Alemanya (17) - Ghana (3) - Gibraltar (1) - Great Britain (34) - Grècia (8) - Grenada (1) - Guam (2) - Guinea (1) - Guinea-Bissau (2) - Guyana (2) - Haiti (1) - Hong Kong (2) - Hongria (3) - Iceland (2) - Indonesia (1) - India (1) - Iran (4) - Iraq (2) - Irlanda (3) - Israel (2) - Itàlia (16) - Ivory Coast (2) - Jamaica (11) - Japó (1) - Kazakhstan (6) - Kenya (9) - Kiribati (2) - Kyrgyzstan (2) | - Kuwait (1) - Letònia (2) - Lebanon (1) - Lesotho (1) - Lituània (5) - Macau (1) - Macedònia (1) - Madagascar (1) - Malawi (1) - Maldives (1) - Mali (1) - Malta (1) - Marshall Islands (1) - Mauritania (1) - Mauritius (2) - Mèxic (1) - Moldàvia (2) - Monaco (1) - Mongolia (2) - Marroc (7) - Namibia (1) - Nauru (2) - Països Baixos (4) - Nova Zelanda (1) - Nicaragua (2) - Nigèria (7) - Illa Norfolk (1) - Illes Mariannes Septentrionals (1) - Noruega (1) - Oman (1) - Pakistan (2) - Palau (2) - Palestina (2) - Panamà (1) - Papua New Guinea (2) - Paraguai (1) - Peru (1) - Philippines (1) - Polònia (14) - Portugal (3) - Puerto Rico (1) - Qatar (3) - Romania (13) | - Rússia (42) - Ruanda (2) - Saint Kitts and Nevis (2) - Saint Lucia (1) - Saint Vincent and the Grenadines (2) - Samoa (1) - San Marino (2) - Saudi Arabia (1) - Senegal (1) - Sèrbia (1) - Seychelles (1) - Sierra Leone (1) - Singapore (2) - Eslovàquia (1) - Slovenia (4) - Solomon Islands (2) - South Africa (4) - Corea del Sud (1) - Espanya (20) - Sudan (2) - Swaziland (1) - Suècia (4) - Suïssa (2) - Syria (2) - Taiwan (2) - Tajikistan (2) - Tanzània (1) - Thailand (1) - Tonga (2) - Trinidad and Tobago (7) - Turquia (19) - Turkmenistan (1) - Tuvalu (1) - Uganda (2) - Ucraïna (27) - Uruguai (2) - United Arab Emirates (2) - Estats Units (51) - U.S. Virgin Islands (2) - Uzbekistan (5) - Vanuatu (2) - Veneçuela (5) - Zambia (2) |